# إيدر بيريز
إيدر بيريز (بالإسبانية: Edder Pérez) هو لاعب كرة قدم ومدرب كرة قدم فنزويلي في مركز الدفاع، ولد في 3 يوليو 1983 في سان فيليبي، فنزويلا ‏ في فنزويلا. شارك مع منتخب فنزويلا لكرة القدم. أما مع النوادي، فقد لعب مع نادي بورتوغيزا ونادي كاراكاس ونادي ماريتيمو.

## وصلات خارجية
- إيدر بيريز على موقع قاعدة بيانات كرة القدم.إي يو (الإنجليزية)
- إيدر بيريز على موقع ناشيونال فوتبول تيمز (الإنجليزية)